# عملية درع الربيع
عملية درع الربيع هي عملية عسكرية تركية داخل الأراضي السورية شنّتها قوات الجيش التركي والفصائل الموالية لها ردًا على هجوم القوات المسلحة السورية مدعومةً من قبل إيران وروسيا والميليشيات الموالية لها، على محافظة إدلب شمال غرب البلاد، وتأتي العملية التركية كردّ مباشر على غارات بليون التي شنتها القوات الجوية السورية في 27 فبراير 2020 وأدّت إلى مقتل 36 من جنود القوات المسلحة التركية.

## الأسلحة المستخدمة في المعركة
SU-24، 1 طائرة بدون طيار، 8 طائرات هليكوبتر، 103 دبابات، 19 ZPT ، 72 بندقية، مدافع هاوتزر و CNRA ،
6 أنظمة للدفاع الجوي، 15 مضاد للدبابات، 56 مركبة مدرعة، 9 مستودعات للذخيرة و 2212 شخصًا من القوات المسلحة التركية والجيش الوطني السوري.

## تصريحات عن العملية
قال وزير الدفاع التركي خلوصي أكار في تصريح للصحفيين بولاية هاتاي، أن عملية درع الربيع، تستمر بنجاح.
وأضاف قائلا: «لا نية لدينا للتصادم مع روسيا، هدفنا هو إنهاء مجازر النظام ووضع حد للتطرف والهجرة».
وأشار إلى أن بلاده تنتظر من روسيا استخدام نفوذها لوقف هجمات النظام وإجباره على الانسحاب إلى حدود اتفاقية سوتشي.
وتابع: «مما لا شك فيه أننا سنرد ضمن حق الدفاع المشروع على كافة الهجمات ضد نقاط المراقبة والوحدات التركية في إدلب».
وأردف: «هدفنا الوحيد في إدلب، عناصر النظام السوري التي اعتدت على قواتنا المسلحة، وذلك في إطار الدفاع المشروع عن النفس».

## العملية

### 24 فبراير 2020
قامت قوات الجيش السوري الحر المدعومة من القوات الجوية التركية بالسيطرة على مدينة النيرب، الواقعة في شمال مدينة سراقب في إدلب، وطرد قوات النظام السوري منها.